# Cicindela rufiventris
Cicindela rufiventris este o specie de insecte coleoptere descrisă de Pierre François Marie Auguste Dejean în anul 1825. Cicindela rufiventris face parte din genul Cicindela, familia Carabidae.

## Subspecii
Această specie cuprinde următoarele subspecii:
- C. r. cumatilis
- C. r. hentzii
- C. r. rufiventris